# Elizabeth Jane Howard
Elizabeth Jane Howard (Londres, 26 de marzo de 1923 – Bungay, 2 de enero de 2014) fue una novelista británica, autora de 12 novelas incluidas la serie de best-sellers Crónicas de los Cazalet.

## Biografía
El padre de Elizabeth Howard, David Liddon Howard MC (1896–1958), se dedicó al comercio de la madera y era hijo de Alexander Liddon Howard (1863-1946). Su madre era Katharine Margaret ('Kit') Somervell (1895–1975), bailarina clásica en los Ballets Rusos e hija del compositor Sir Arthur Somervell. (Su hermano Colin vivió con ella y su tercer marido, Kingsley Amis, durante 17 años). Aunque principalmente fue educada en casa, estudió brevemente en el Francis Holland School antes de asistir a la escuela de ciencias domésticas en Ebury Street y a la escuela de secretariado en el centro de Londres.
Elizabeth Howard se casó con Peter Scott en 1942, a los 19 años, y tuvieron una hija, Nicola (nacida en 1943). Howard dejó a Scott en 1946 para convertirse en escritora y se divorciaron en 1951. En aquel momento, ella trabajaba como secretaria a tiempo parcial en la organización pionera de conservación de canales, la Inland Waterways Association, donde conoció y colaboró con Robert Aickman. Tuvo un romance con Aickman, descrito en su autobiografía Slipstream (2002).
Su segundo matrimonio con el ejecutivo australiano Jim Douglas-Henry en 1958 fue muy breve. Su tercer matrimonio, con el novelista Kingsley Amis, a quien conoció durante la organización del Cheltenham Literary Festival, duró entre 1965 y 1983. Vivieron en Lemmons, una casa de estilo georgiana en Barnet, donde Howard escribió Something in Disguise (1969).
La autobiografía de Elizabeth Howard, Slipstream, fue publicada en 2002. La biografía titulada Elizabeth Jane Howard: A Dangerous Innocence escrita por la historiadora y biógrafa Artemis Cooper se publicó en 2017. Un crítico dijo que era "más profunda en el caso de que contribuya a las virtudes de la ficción de Howard".

## Carrera
Elizabeth Howard trabajó como actriz en el repertorio provincial y ocasionalmente como modelo antes de comenzar su carrera como escritora en 1947.
The Beautiful Visit (1950), la primera novela de Howard, fue descrita como "distintiva, segura de sí misma y notablemente sensual", y ganó el Premio John Llewellyn Rhys en 1951 a la mejor novela de un escritor menor de 30 años. Después colaboró con Robert Aickman, escribiendo tres de las seis historias cortas de la colección We Are for the Dark (1951).
Su segunda novela, The Long View (1956), describe un matrimonio en cronología inversa. Angela Lambert remarcó que "Nunca sabré por qué The Long View no es reconocida como una de las grandes novelas del siglo XX". Le siguieron cinco novelas más antes de embarcarse en su obra más conocida, los cinco volúmenes de las Crónicas de los Cazalet, por sugerencia de su hijastro Martin Amis. 
Las Crónicas de los Cazalet son una saga familiar sobre la forma en que la vida inglesa cambió durante los años de la guerra, especialmente para las mujeres. La saga sigue a tres generaciones de una familia inglesa de clase media alta y se basan en gran medida en la vida y los recuerdos de la propia Howard. Los primeros cuatro volúmenes, Los años ligeros, Tiempo de espera, Confusión y Un tiempo nuevo se publicaron entre 1990 y 1995. El quinto, Todo cambia, se escribió en tan solo un año y se publicó en 2013 y sería su última novela. Se han vendido millones de ejemplares de las Crónicas de los Cazalet en todo el mundo. Los años ligeros y Tiempo de espera fueron convertidos en una serie por parte de la BBC Television (The Cazalets) en 2001. 
Howard escribió el guion de la película de 1989 Haciendo bien las cosas (Getting It Right), dirigida por Randal Kleiser, basada en la novela de 1982 del mismo nombre,así como la conocida serie Arriba y abajo (Upstairs, Downstairs). También escribió un libro de historias cortas, Mr. Wrong (1975), y editó dos antologías, incluido The Lover's Companion (1978).

## Obras traducidas al castellano
- Los años ligeros. Crónicas de los Cazalet 1. Ediciones Siruela, 2017.
- Tiempo de espera. Crónicas de los Cazalet 2. Ediciones Siruela.
- Confusión. Crónicas de los Cazalet 3. Ediciones Siruela.
- Un tiempo nuevo. Crónicas de los Cazalet 4. Ediciones Siruela.
- Todo cambia. Crónicas de los Cazalet 5. Ediciones Siruela.
- Como cambia el mar. Ediciones Siruela.
- Después de Julius. Ediciones Siruela, 2021.
- Una larga mirada. Ediciones Siruela, 2022.
- Esa clase de chica. Ediciones Siruela, 2023.

## Obras
- The Beautiful Visit. Jonathan Cape. 1950. ISBN 978-0-224-60977-7. Winner of the John Llewellyn Rhys Prize
- We Are for the Dark: Six Ghost Stories. Jonathan Cape. 1951. (a collection containing three stories by Howard and three by Robert Aickman)
- The Long View. Jonathan Cape. 1956. ISBN 978-0-224-60318-8.
- The Sea Change. Jonathan Cape. 1959. ISBN 978-0-224-60319-5.
- After Julius. Jonathan Cape. 1965. ISBN 978-0-224-61037-7.
- Something in Disguise. Jonathan Cape. 1969. ISBN 978-0-224-61744-4.
- Odd Girl Out. Jonathan Cape. 1972. ISBN 978-0-224-00661-3.
- Mr. Wrong. Jonathan Cape. 1975.
- Getting It Right. Hamish Hamilton. 1982. ISBN 978-0-241-10805-5.
- The Light Years. Macmillan Publishers. 1990. ISBN 978-0-333-53875-3.
- Marking Time. Macmillan. 1991. ISBN 978-0-333-56596-4.
- Confusion. Macmillan. 1993. ISBN 978-0-333-57582-6.
- Casting Off. Macmillan. 1995. ISBN 978-0-333-60757-2.
- Falling. Macmillan. 1999. ISBN 978-0-333-73020-1. Parámetro desconocido |title-link= ignorado (ayuda)
- Slipstream. Macmillan. 2002. ISBN 978-0-333-90349-0. (requiere registro).
- Howard, Elizabeth Jane (2003). Three Miles Up and Other Strange Stories. ISBN 978-1-872621-75-3. (contains the three stories included in We Are for the Dark, plus Mr Wrong)
- Love All. Macmillan. 2008. ISBN 978-1-4050-4161-4. (requiere registro).
- All Change. Macmillan. 2013. ISBN 978-0230743076.[11]